# Parnamirim
Parnamirim est une ville brésilienne de l'État du Rio Grande do Norte. Sa population était estimée à 170 055 habitants en 2006. La municipalité s'étend sur 120 km2.

## Maires
| Période | Période | Identité         | Étiquette | Qualité |
| ------- | ------- | ---------------- | --------- | ------- |
| 2009    | 2012    | Maurício Marques | PDT       |         |